# Битка на Љубићу
Битка на Љубићу или Бој на Љубићу се одиграла 8. маја/6. јуна 1815. године, у току Другог српског устанка.
Одвијала се на брду Љубић, 4 километра североисточно од Чачка, између Срба и Турака.
После ослобођења Рудника, устаници под командом Лазара Мутапа су напали турску посаду Чачка и сабили је у окружење код џамије. За то време Јован Обреновић је запосео Љубић са својим људима.
Турци, под Имшир-Ћаја-пашом, снаге око 7.000 људи, углавном коњаника, стигли су 6. маја из Београда у Чачак и напали устанике с леђа. Устаници, пред бројнијим непријатељем, су се повукли на Љубић, са рањеним Мутапом. На Љубићком брду је било око три шанца, у којима су били размештени устаници. Укупне српске снаге су износиле око 1.500 људи (200 на коњима) касније стигло појачање са 3.000 људи.
Сам Милош Обреновић наводи:„Дошавши према Чачку, на једно брдо звано Љубић, које је од Чачка удаљено три четврти сата,ја дадем начинити овде два као шанчића од прошћа, прућа и грања за заклонити се мало.”
На Љубићу су се налазили Јован Димитријевић Добрача, Милић Дринчић, Никола Луњевица, Јован Мићић, Рака Левајац и остале устаничке старешине. Пошто се Милош Обреновић упознао са постојећим стањем око сукоба са Ћаја-пашом, донета је одлука да устаници не одступају са Љубићког брда, већ да прошире шанчеве и ојачају их са палисадима. Војска је започела дораду постојећих шанчева, док је Добрача прикупљао људе из Груже, а Милош послао људе у околна села да поруче кнежевима да подижу људе на устанак и шаљу их на Љубић, те да са собом понесу што више палисада.
Међутим, Турци нису дали устаницима да доврше радове на шанчевима. Већ сутрадан, предвођени врањански пашом, Ћајин-пашом су 8. маја са јачим снагама, прешли Мораву. и напали устанике на Љубићу.
Отворени шанчеви били су припремљени за главнину српских снага, али пошто нису сви могли да се сместе по шанчевима, један број њих се распоредио по другим местима и заседама, у заклонима, бусијама и јарцима. Када су Турци дошли надомак шанчева, устаници су из шанчева и бусија отворили сложну пушчану ватру, одбили и протерали Турке, који су се уз веће губитке повукли ка Чачку, а устаници су их прогонили до Западне Мораве, запленивши доста оружја и другог плена. Увече у сумрак је стигао Јован Добрача са још људи што је орасположило устанике. Са доласком Јована Добраче са Гружанима и Милентија Ломе са Качерцима, стање на Љубићу се стабилизовало, после чега је Милош решио да са игуманом Мелентијем Павловићем и Симом Паштрмцем крене ка Београду, како би објединили устаничке борбе и ступили у контакт са пребеглим устаничким вођама у Срему. Пред полазак Милош је предао команду свом брату Јовану и Јовану Добрачи.
Међутим, ускоро је стигла вест о доласку 1.300 Турака предвођених Селим Ћехајом и Мусагом Балабагом, као и један број мобилисаних Срба, под вођством кнежева Радована Грабовића и Раке Тешића у помоћ чачанским Турцима. Милош је затим послао Милића Дринчића и Јована Мицића да са коњицом и људима крене пред ове Турке и разбије их.
Устанички положаји на Љубићу су временом ојачани доласком Милића Дринчића и Јована Добраче. Милош је са собом довео нешто Посаваца, Гружана и Љижана, са Луком Грбовићем, а Танаско Рајић је довео устанике из Јасенице и Драгачева, тако да се број устаника у шанчевима на Љубићком брду попео на око 3.000.
После тога је Ћајин-паша послао Кара-Мустафу са око 1.000 Турака. Њему су се супротставили Аврам Лукић, Јован Мићић и Павле Штула, са око 300 устаника. Турци су се током борбе распрсли. Кара-Мустафа је са њих 40 успео да умакне Србима, али су га они код Сјенице сустигли и убили, а Аврам Лукић је послао Милошу на Љубић Кара Мустафину главу.

## Опис шанчева
Милош је са устаницима одлучио да се спусти у подножје брда ближе Чачку. Он је касније, после битке изјављивао како је одлука да се спусте у подножје брда била велика грешка и како их је могла скупо коштати. Током спуштања низ брдо, устаници су подигли четири шанца.
Најближи Морави био је велики четвороугаони шанац, у који се сместио Јована Добрачу са својим Гружанима. Нешто иза овог шанца био је шанац у који су се сместила пешадија састављена од Рудничана и Ваљеваца, који су обезбеђивали устаничку артиљерију. Иза њих био је шанац Танаска Рајића, са два топа. Овај шанац био је ,,криволинејни,, шанац.Са једне стране је постављена топовска табла за Рајићеве топове, са друге стране криволинијског шанца постављени су војници.  Иза овог шанца био је још један шанац, где су били смештени Посавци и Љижани.
Опис шанчева први је дао академик и генерал Јован Мишковић у часопису Ратник из 1883. године, у чланку „Из ратова Србије с Турском-Бој на Љубићу и Чачку 1815–са картом”, а описи су издати и у часопису Одбрана.
Испод (Рајићеве) батери ископали су Срби дуж Мораве у виду вијугасте пруге отворен опкоп са грудобраном само са стране према Морави у који су се сместили Рудничани и Ваљевци. Испод оног утврђења у виду вијугасте пруге Јован Добрача је саградио велики четворострани затворени опкоп и у њега сместио своје Гружане.
У књизи Родољуба Петровића Љубићки векови, пише да „За топове шанац је направљен исте вечери. После мирно проведеног дана Јован Добрача напусти врх Љубића и ноћу између 3. и 4. јуна сагради четвороугаони шанац код Дрварског брода са циљем да држи под контролом прелаз преко Мораве. Иза грудобрана са горње стране Добрачиног шанца сместили су се Рудничани и Ваљевци. Западно од Бунковца ископао је грудобран део устаника из трећег љубићког шанца.”
Претпоставља се да је Рајићев шанац био у близини извора Бунковац, у подножију Љубићког брда недалеко од некадашње железничке станице. Милош Обреновић у сећањима на ову битку каже да су топови били смештени „у самом подножију Љубића.”
Др Михајло Гавриловић у својим истраживањима наводи да су Срби изградили два шанца, наспрам једног брода, испод Чачка, на левој обали, Мораве. Први шанац је био добро направљен. У њему се налазио Добрача са својим Гружанима. Други шанац, мало повише овог, био је врло слаб. У њега су смештена оба топа са старешином Танаском Рајићем. У позадини овог шанца било је још једно земљано утврђење у које су се разместили Београчићи, односно Посавци и Љижани.

## Топографија
Битка се одиграла на простору од џамије и цркве у Чачку, у долини реке Мораве па до падина Љубићког брда. Прва фаза битке се одиграла српским нападом на Чачак, када је рањен Лазар Мутап. Друга фаза битке се одиграла на падинама Љубићког брда, када су устаници утврдили у шанчевима на брду Љубић одбијали Турски напад. Последња фаза битке одиграла се у подножију брда, у долини реке Мораве, где су се Срби утврдили у долини уз реку са намером да контролишу прелазе на реци. Током ове фазе гине Танаско Рајић и Турци заробљавају устаничке топове.

## Топови
Током битке, Срби су користили два топа, од којих је један био топ Пољске краљевине М1766. Један од топова је био скинут са потопљеног четокајника током битке на Палежу, за којег је Милош наредио да се изради лафет.

## Ток битке
Изјутра дана 25. маја/6. јуна су Турци кренули преко моста на Морави и напали шанчеве. Српски топови су тад почели да пуцају на Турке. Убеђени да се ради о дрвеним топовима, а не гвозденим, Турци би узвикнули: „Не превари Вла'о...”, али су се убрзо уверили да се ради о гвозденим топовима. Први шанац са Јованом Добрчом и Гружанима је одолео Турским нападима. Турци су овај шанац заобишли у великом луку и напали са бока и леђа шанац са Ваљевцима и Рудничанима. Посада овог шанца се поплашила и кренула да бежи ка Љубићком брду, док је један део њих покушао да се домогне Рајићевог шанца. У општем метежу су срушили обе ограде Рајићевог шанца и направили пометњу међу Рајићевим тобџијама и пешацима.
Видевши да ће шанац да падне у турске руке, многи устаници су га напустили, тако да је на крају остао само Танаско Рајић, који је одбио да преда топове. Он је упутио речи устаницима:„Та стан'те браћо, ако Бога знате! Што сте се тако преплашили! Та и из Турака тече крв, као и из нас. Зар остављате топове, а не знате како смо их желели и за њима уздисали.” Потом се попео се на топ, са кубуром у једној, а јатаганом у другој руци, са речима: „Ових топова не остављам, док ме Турци свега не исеку.” Пошто су Турци нагрнули на њега, успео је да убије пар њих, пре него што су га оборили и исекли јатаганима. Јуначка погибија Танаска Рајића је опевана је у народној песми стиховима: „Од сто рана од сто јатагана паде Рајић јунак од мегдана."
Видевши шта се дешава око шанчева, Милош је наредио Дринчићу да са коњицом њих двојица заједно, нападну Турке у пољу крај Мораве. Милош и Дринчић су се сјурили у поље, на коме је настала општа кланица. Турцима је стигло појачање, тако да је њихова војска потпуно прекрила поље. Због тога је Дринчићу трубом наредио повлачење. Повукли су се на Љубићко брдо, пред турском потером, која је на крају одустала. Стигавши до Добрачиног шанца, почели су да поново окупљају преостале устанике.
По неким наводима један од војника, Васа Томић из села Кнић, који се налазио у шанцу најближем Турцима, у предвечерје 6. јуна је усмртио главнокомандујућег Ћаја-пашу, погодивши га хицем из пушке у врат, док се овај налазио крај Мораве. Овај догађај иако неопажени током борби касније је имао значајан психолошки ефекат на обе зараћене стране као и на исход саме битке .„У то време на самој обали Мораве, заклоњен иза неких топол, налазио се Васа Томић из Кнића, војник код Добраче, са неколико својих другова, који кад виде ове Турке, повиче:„Оно мора да је Ћаја-паша у зеленом ћурку. Удрите браћо.”Они опале и оборе овога Турчина у воду, а остали утекну.
”
О самом убиству Ћаја паше у изворима се наводи:„ Ћехаја паша је од све своје војске остануо са неколико хатлија (коњаника)на својој страни Мораве. Чекајући да се војска врати и да јој да аферим због победе, примакне се мало ближе Морави и шанцу гружанскоме (Јована Добраче) па им поче довикивати: „Рајо! Предајте се и смирите,а не гините. Никога вас одселе глава неће забољети од Турчина!Ја вам ћефил и мој инсаф и хрз.На мој се врат и на моју душу ослоните, и послушајте ме, те ми се предајте без даљег зла и крвежи. Тада су му Васа Томић и његови саборци одговорили:„Хоћемо господару!Хоћемо се предати,а да што ћемо,и то најволимо теби, него нам ходи честити пашо ближе и овамо к нама, те нас прифати лично.”
Турску војску је обузела паника у тренутку када су чули за убиство Ћајин паше. Вест о Турској паници је донела Танкосава Јанковић из Зеока, касније прозвана зеочка или драгачевска Јованка Орлеанка. О турској паници Вук Караџић је записао: „Који Србин нигде Турчина убио није, тај га је тога дана могао убити... Турци су се тако били збунили, да се већ нису ни бранили, него су бежали ко је могао, а који нису могли бежати, они су падали су по путу и око пута.“

## После битке
После битке, устаници настављају ратна дејства још пар месеци до коначног склапања усменог примирја између кнеза Милоша и Марашли Али-паше. Танаско Рајић бива проглашен херојем који је храбро пао у боју, бранећи топове. Васа Томић се из предострожности од одмазде Турака сели у смедеревски крај, у село Михајловац (тадашња Коњска), где је провео остатак живота. Кнез Михаило га је посмртно одликовао највишим одликовањем, а његови потомци (фамилија Васић) су у Михајловцу (на његовом гробу) подигли спомен обележје у његову част.

## Значај
Битка на Љубићу почетку устанка је Милошу подигла углед у народу. Сматра се најзначајнијом битком у Другом српском устанку. Била је велико морално оснажење народу, улила је људима самопоуздање и подигла Србе масовно на оружје.

## Занимљивости
У спомен на победу у овој бици кнез Милош је подигао и Цркву Светог Саве на Савинцу 1819. године, која је постала гробна црква породице Вукомановић.
У Љубићу данас постоји школа која носи име Танаска Рајића и меморијални комплекс посвећен самој бици који је СФРЈ 1983. године прогласила знаменитим местом од изузетног значаја. Комплекс се састоји од гранитног споменика Танаску Рајићу и новоизграђене православне цркве. Сама црква је посвећена светом кнезу Лазару, а у њеној унутрашњости се налазе мотиви преузети из тзв. Призренског патоса тј. украсни орнаменти из задужбине цара Душана, манастира светих Архангела код Призрена.